# Guineische Fußballnationalmannschaft (U-23-Männer)
Die guineische U-23-Fußballnationalmannschaft ist eine Auswahlmannschaft guineischer Fußballspieler, die der Fédération Guinéenne de Football unterliegt. Sie repräsentiert den Verband bei internationalen Freundschaftsspielen wie auch von 1991 bis 2015 bei den Afrikaspielen und seit 2011 beim U-23-Afrika-Cup, welcher über die Teilnahme an den Olympischen Sommerspielen entscheidet.

## Geschichte

### Afrikaspiele
Die Mannschaft nahm erstmals bei der Qualifikation zu den Spielen 1995 teil. Hier gelang nach einem Walkover in der Zweiten Runde in der Dritten Runde ein 1:0-Sieg nach Hin- und Rückspiel über Senegal. Damit qualifizierte man sich für das Turnier. Bei diesen gewann die Mannschaft dann auch seine Gruppe und landete am Ende nach einer Niederlage im Elfmeterschießen gegen Nigeria auf dem Vierten Platz.
Bei der Qualifikation für die Spiele 1999 zog sich die Mannschaft bereits kurz nach der Ziehung seiner Gruppe von dem Wettbewerb zurück. In der Phase zu den Spielen 2003 beteiligte man sich zwar wieder an Qualifikationsspielen, schied hier jedoch auch bereits mit 3:4 nach Hin- und Rückspiel gegen Senegal direkt aus. Besser lief es dann bei der Qualifikation für die Spiele 2007, wo die erste Runde gegen Mali gewonnen werden konnte. In der Zweiten Runde traf man schließlich ein weiteres Mal auf Senegal und gewann nach dem Hin- und Rückspiel was nach regulärer Spielzeit mit 1:1 ausging schlussendlich mit 4:2 im Elfmeterschießen. Wie auch bei der letzten Teilnahme gelang hier wieder der Gruppensieg und nach einem Halbfinalsieg über Tunesien, verlor man lediglich knapp mit 0:1 gegen Kamerun und landete somit auf dem 2. Platz.
In der Qualifikationsphase zu den Spielen 2011 wiederholte sich die Reihenfolge der Gegner von der zu den Spielen 2007 erneut. Diesmal siegte man sogar kampflos gegen Mali, verlor jedoch im Umkehrschluss diesmal im Elfmeterschießen gegen Senegal. An der Qualifikation für die Spiele 2015 nahm man dann gar nicht erst teil. Seit den Spielen 2019 ist es die Aufgabe der U-20 sich für den Wettbewerb zu qualifizieren.

### U-23-Afrika-Cup
Bei der Qualifikation zur Erstaustragung des U-23-Afrika-Cup im Jahr 2011, wurde das Team gegen Mali gezogen, gegen welche man nach Hin- und Rückspiel mit 2:2 aufgrund der Auswärtstorregel bereits in der ersten Runde ausschied. Bei der nächsten Austragung nahm die Mannschaft schließlich gar nicht erst teil. Anschließend daran bei der Qualifikation für die Ausgabe 2019 nahm wieder Teil und erreichte auch die letzte Runde gegen die Elfenbeinküste, schied hier ein weiteres Mal aufgrund der Auswärtstorregel aus. In der ersten Runde der Qualifikation für die Ausgabe 2023 siegte man per Walkover über Uganda und zog so in die Zweite Runde ein. Hier wird man im März 2023 auf Nigeria treffen.

## Ergebnisse bei Turnieren
| Jahr | Platzierung        |
| ---- | ------------------ |
| 1991 | nicht teilgenommen |
| 1995 | 4. Platz           |
| 1999 | nicht qualifiziert |
| 2003 | nicht qualifiziert |
| 2007 | 2. Platz           |
| 2011 | nicht qualifiziert |
| 2015 | nicht teilgenommen |

| Jahr | Platzierung        |
| ---- | ------------------ |
| 2011 | nicht qualifiziert |
| 2015 | keine Teilnahme    |
| 2019 | nicht qualifiziert |
| 2023 | steht noch aus     |